# La mia città
La mia città är en låt som är gjord av Emma Marrone som även kommer framförs i finalen av Eurovision Song Contest 2014. La mia città betyder ungefär "Min stad" på italienska.